# Ashtabula furcillata
Ashtabula furcillata là một loài nhện trong họ Salticidae.
Loài này thuộc chi Ashtabula. Ashtabula furcillata được Crane miêu tả năm 1949.